# Alphonse de Châteaubriant
  Alphonse de Châteaubriant    (Rennes, 25 de març de 1877 - Kitzbühel, 2 de maig de 1951), pronunciació francesa: [alfɔ̃s də ʃɑtobʁijɑ̃], de nom complet Alphonse Van Bredenbeck de Châteaubriant, fou un escriptor francès que va guanyar el Premi Goncourt el 1911 per la seva novel·la Monsieur de Lourdines i el Gran Premi de Novel·la de l'Acadèmia Francesa per La Brière el 1923.
Després d'una visita a Alemanya el 1935 es va convertir en un defensor entusiasta del nazisme.
El 1940 va fundar el setmanari pronazi La Gerbe i va exercir com a president del Groupe Collaboration.Durant la Segona Guerra Mundial, va ser membre del comitè central de la Légion des volontaires français contre le bolchevisme, una organització fundada el 1941 per Fernand de Brinon i Jacques Doriot per reclutar voluntaris per lluitar al costat dels alemanys a l'URSS. El 1945 va fugir a Àustria, on va viure sota l'àlies Dr. Alfred Wolf fins a la seva mort en un monestir de Kitzbühel.

## Obres
- 1908: Le Baron de Puydreau (novella)
- 1909: Monsieur de Buysse (novella)
- 1911: Monsieur des Lourdines (novel·la - Premi Goncourt)
- 1923: La Brière (novel·la - Gran Premi de Novel·la de l'Acadèmia Francesa)
- 1927: La Meute
- 1928: Locronan
- 1933: La Réponse du Seigneur
- 1937: La Gerbe des forces
- 1937: Le bouquet fané
- 1938: Les pas ont chanté
- 1953: ...Des saisons et des jours... Journal de l'auteur, 1911-1924
- 2004: Fragments d'une confession – La sainteté